# Orbea distincta
Orbea distincta är en oleanderväxtart som först beskrevs av Eileen Adelaide Bruce, och fick sitt nu gällande namn av P. V Bruyns. Orbea distincta ingår i släktet Orbea och familjen oleanderväxter. Inga underarter finns listade i Catalogue of Life.